# Губні приголосні
Губні приголосні (англ. Labial consonant) — різновид приголосних звуків, що  утворюються зближенням чи зімкненням нижньої губи з верхньою губою або з верхніми зубами.
Поділяються на:
- Губно-губні приголосні

- Губно-задньопіднебінні
- Губно-ясенні

- Губно-зубні приголосні

## Губно-губні приголосні
- [m] (м) — дзвінкий губно-губний носовий
- [m̥] (твердий м) — глухий губно-губний носовий
- [p] (п) — глухий губно-губний проривний
- [b] (б) — дзвінкий губно-губний проривний
- [ɸ] (твердий ф) — глухий губно-губний фрикативний
- [β] (б-в) — дзвінкий губно-губний фрикативний
- [β̞] (твердий б) — губно-губний апроксимант
- [ʙ] (б-бр) — губно-губний дрижачий
- [ⱱ̟] / [ⱳ] (в) — губно-губний одноударний
- [ʘ] — губно-губний клік

### Губно-задньопіднебінні
| глухий губно-задньопіднебінний проривний приголосний   | [k͡p] |
| дзвінкий губно-задньопіднебінний проривний приголосний | [ɡ͡b] |
| губно-задньопіднебінний носовий приголосний            | [ŋ͡m] |

## Губно-зубні приголосні
| глухий губно-зубний проривний приголосний          | [p̪]  |
| дзвінкий губно-зубний проривний приголосний        | [b̪]  |
| глухий губно-зубний проривний африкат              | [p̪͡f] |
| дзвінкий губно-зубний проривний африкат            | [b̪͡v] |
| губно-зубний носовий приголосний                   | [ɱ]  |
| глухий губно-зубний щілинний приголосний           | [f]  |
| дзвінкий губно-зубний щілинний приголосний         | [v]  |
| губно-зубний сонорний щілинний приголосний         | [ʋ]  |
| глухий огублений губно-зубний щілинний приголосний | [ɧ]  |